# Central Breakwater
Il Central Breakwater (中央防波堤?, Chūōbōhatei) è un'isola artificiale e frangiflutti situata nella baia di Tokyo. Dal punto di vista amministrativo la zona che fa parte del quartiere Kōtō costituisce il distretto Umi-no-mori (海の森?), mentre la zona appartenente al quartiere Ōta costituisce il distretto Reiwajima (令和島?).

## Storia
I lavori di realizzazione del Central Breakwater iniziarono nel 1973 con l'apertura di un primo sito per rifiuti nella zona ovest della baia di Tokyo. Nel 1977 un secondo sito fu aperto a sud del primo e nel 1986 quello originale smise di essere utilizzato. Nel 1998 un terzo sito venne aperto accanto al secondo.
Per circa 40 anni la proprietà della zona è stata contesa tra i quartieri di Kōtō e Ōta. Il 3 ottobre 2019 la corte distrettuale di Tokyo ha risolto la disputa assegnando il 79,3% della zona a Kōtō e il restante 20,7% a Ōta.

## Caratteristiche
Il Central Breakwater si compone di due isole, l'Inner Landfill (内側埋立地?, Uchigawa umetatechi) e l'Outer Landfill (外側埋立地?, Sotogawa umetatechi),  separate tra di loro da un canale. Nel 2011 le due isole avevano una superficie combinata di 3,77 km², che una volta completato il riempimento dell'Outer Landfill raggiungerà i 9,89 km².
La parte occidentale dell'Inner Landfill e quella nord-occidentale dell'Outer Landfill sono occupate da una zona industriale legata alla gestione dei rifiuti. Sull'isola sono presenti anche un impianto per la depurazione delle acque, una centrale a gas, un impianto eolico e uno fotovoltaico. La parte orientale dell'Inner Landfill sarà la sede del parco cittadino Umi-no-Mori (海の森公園?, Umi-no-Mori kōen), attualmente in realizzazione.

### Impianti sportivi
Sull'isola hanno sede due impianti sportivi che sono stati usati durante i Giochi della XXXII Olimpiade:
- Il campo di regata Sea Forest Waterway per canottaggio e canoa velocità, realizzato tra il 2016 e il 2019 sfruttando il canale tra le due isole. Al termine dei giochi l'impianto sarà utilizzato anche come area ricreativa;[7]
- Il Sea Forest Cross-Country Course (海の森クロスカントリーコース?, Umi-no-mori kurosukantorīkōsu) che è stato la sede il 1º agosto 2021 delle prove olimpiche di cross country di equitazione.[8] È situato nel parco Umi-no-Mori e per i giochi erano state realizzate delle strutture temporanee per ospitare fino a 16 000 spettatori.[9]